# Bissektipelta
Bissektipelta là một chi khủng long, được Parish & Barrett mô tả khoa học năm 2004.